# Lisa with an 'S'
Lisa with an 'S' , llamado Lisa con una “S” en Hispanoamérica y Lisa con ese en España, es un episodio perteneciente a la vigesimoséptima temporada de la serie animada Los Simpson, será emitido el 22 de noviembre de 2015 en EE. UU.. El episodio fue escrito por Stephanie Gillis y dirigido por Bob Anderson.

## Sinopsis
Homer,Lenny ,Carl y Barney se están preparando para la noche de póker en el bar de Moe. Al salir, Homer le promete a Lisa que si gana, se permitiría pagar su tiempo en el mejor campamento de bandas de su lado del Mississippi. Pero Homer lo pierde todo ante la leyenda de Broadway Laney Fontaine, quien ahora está saliendo con Moe debido a su licencia de licor.
Tratando de convencer a Laney de que le devuelva su dinero, la invita a cenar, solo para mostrarle lo miserables que son. Lisa le pide que cante una canción mientras toca el saxofón. Es entonces cuando Laney se da cuenta de que Lisa tiene mucho talento y podría convertirse en una famosa niña del mundo del espectáculo. Ella le pide a Marge que lleve a Lisa por un mes para actuar en sus programas. Marge se niega, pero Lisa la convence de que la deje ir, con un poco de ayuda del abuelo, diciendo que esta podría ser la única oportunidad de vivir sus sueños. Laney lleva a Lisa a Nueva York, donde conocieron a Chazz Busby, el ex profesor de ballet de Lisa. Pasa fácilmente la audición y logra ingresar a uno de los espectáculos de Broadway. Más tarde, durante una conversación por Skype, Marge se da cuenta de que Lisa no está en un buen lugar y decide llevar a la familia a Nueva York para recuperarla.
De camino a la Gran Manzana, la familia se encuentra con el primo de Ned, Jacob, y ese Ned ha traído vergüenza a su familia. En la ciudad de Nueva York, Los Simpson se dan cuenta de lo feliz que está Lisa por formar parte de un espectáculo de Broadway, y planean volver a Springfield sin ella. Entonces Laney ve que Lisa fácilmente podría eclipsarla en los shows y, por lo tanto, nunca podrían volver a compartir el mismo escenario. Esto entristece a Lisa y, de repente, quiere volver a casa con su familia.
El episodio termina con Homer llevando al primo de Ned al 744 Evergreen Terrace , donde Jacob hace que Ned se dé cuenta de que es culpable de su orgullo, y los primos se reconcilian abrazando a Homer.